# Chrysler 200

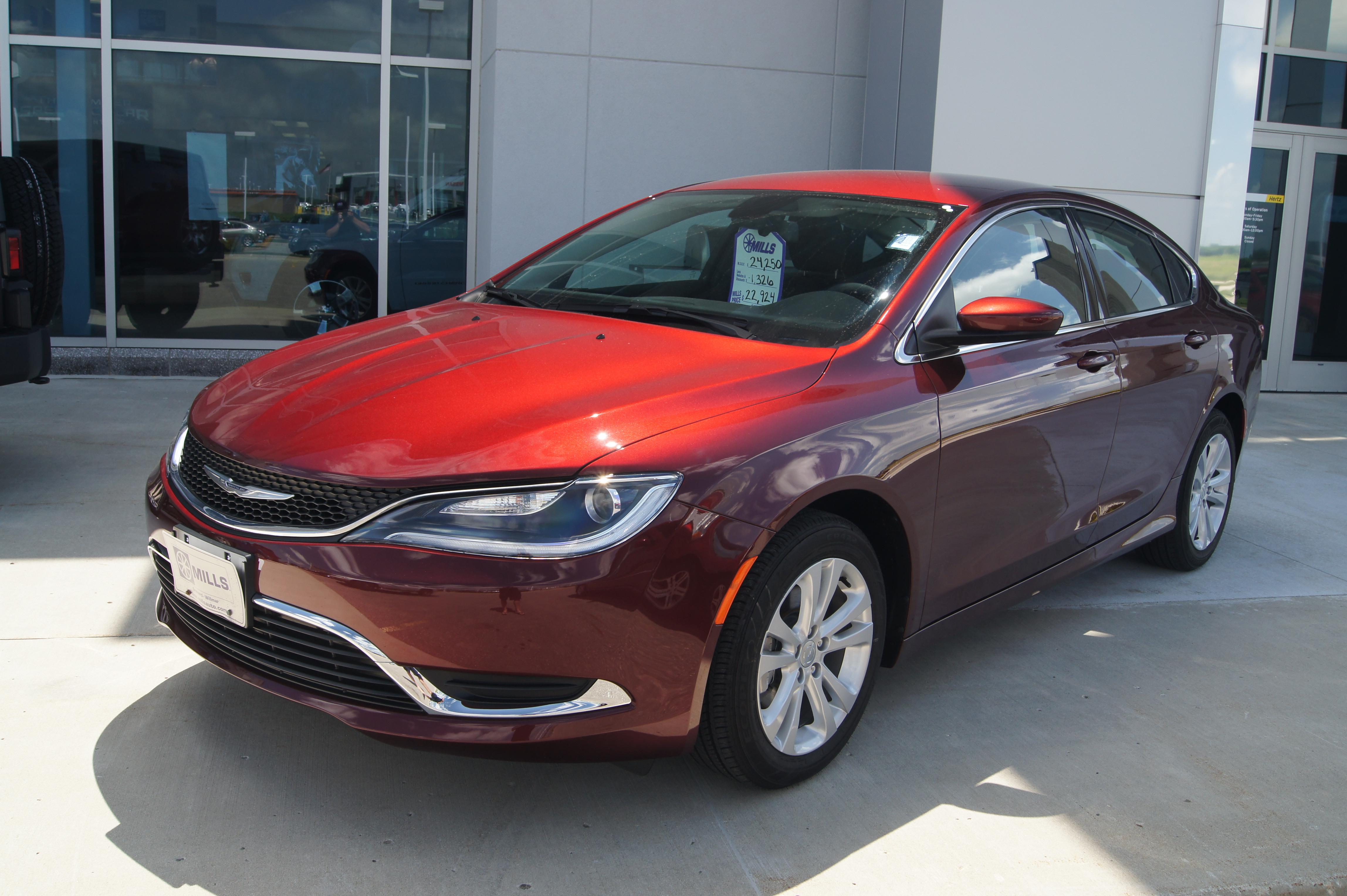
Dernière génération de Chrysler 200

La Chrysler 200 est une berline produite par le constructeur automobile américain Chrysler. La première génération de ce modèle, qui se présente comme la remplaçante de la Chrysler Sebring, est en fait un profond restylage de cette dernière. Elle est présentée en Europe sous le nom de Lancia Flavia II au Salon international de l'automobile de Genève 2011, mais n'a finalement été commercialisée en Europe qu'en version cabriolet. La deuxième génération est présentée au Salon de Détroit en mars 2014, uniquement en version berline.

## Première génération (2010-2014)
La Chrysler 200 est fabriquée dans l'usine Sterling Heights Assembly à Sterling Heights au Michigan, et elle est arrivée chez les concessionnaires en décembre 2010. Un modèle décapotable 2 portes a été ajouté début 2011 avec les mêmes choix de moteur.
La 200 et son compagnon de plateforme, la Dodge Avenger, est classée parmi les berlines et les cabriolets les plus fabriqués en Amérique par le Kogod Made in America Auto Index en 2013.
Selon Acevedot d'Edmunds, « en changeant le nom, Chrysler a pu laisser son offre de taille moyenne étant considéré comme digne de rouler aux côtés de la Chrysler 300 et encourager les consommateurs à considérer la 200 comme la sœur cadette de la 300 qui est la voiture phare de Chrysler »; car une toute nouvelle génération de la 300 est sortie en même temps. Acevedot a également noté que le changement de nom a l'avantage supplémentaire de se distancier de sa prédécesseur, un véhicule notoire pour des problèmes de qualité et l'omniprésence des flottes.
Début 2013, le PDG de FIAT-Chrysler, Sergio Marchionne, a annoncé que le modèle de première génération serait de courte durée et qu'un modèle de nouvelle génération redessiné apparaîtrait dans les salons de l'auto de janvier 2014.

### Carrosserie
La Chrysler 200 est une Sebring revue et corrigée. Les lignes extérieures ont été modernisées et fluidifiées au point que l'ancienne Sebring apparaît méconnaissable. Les optiques avant prennent une forme d'amande tandis que la face arrière complètement redessinée reçoit des feux à LED. D'autres changements ont inclus des supports de carrosserie plus rigides et des pneus améliorés.
Dans l'habitacle, la planche de bord est entièrement revue. Le dessin est modernisé tandis que la qualité des matériaux progresse, se rapprochant alors de ses rivales plus modernes et du niveau prenium. L'équipement s’enrichit avec notamment l'arrivée d'un système de démarrage mains libres. Chrysler a ajouté des fonctionnalités telles qu'un rembourrage de siège plus épais avec des matériaux de meilleure qualité, ainsi que de nouvelles mesures pour réduire le bruit, les vibrations et la dureté.
Le cabriolet profite lui aussi de ces changements, il laisse toujours le choix aux acheteurs entre une capote en toile ou un toit rigide.

### Châssis
La Chrysler 200 étant une Chrysler Sebring de troisième génération restylée, rebadgée et repensée dont la production a commencé en 2006. Les deux modèles partagent la plate-forme JS. Toutefois, par rapport à sa devancière la 200 a été profondément revue. La direction a été recalibrée, tout comme le freinage et la géométrie de suspension révisée avec un taux de roulement plus doux et une nouvelle barre stabilisatrice arrière. De même, les moteurs ont été optimisés pour replacer la 200 par rapport à ses concurrentes, asiatiques en tête.

### Changements

#### 2013
La Chrysler 200 Convertible de 2013 comportait des suspensions révisées. Avant l'année modèle 2013, la suspension des cabriolets était largement partagée avec la Sebring qui la précédait. La suspension révisée du cabriolet à toit souple correspond désormais à celle de la berline. Le cabriolet à toit rigide rétractable n'a pas pu s'adapter pleinement aux changements car la suspension plus rigide aurait rendu la conduite trop dure. La version à toit rigide rétractable bénéficie également de la crémaillère de direction et la biellette arrière mise à jour comme le modèle à toit souple.
En 2013, la finition "S" a été supprimée et est devenue deux options d'apparence, les options "S Interior" et "S Exterior" - qui pouvaient être ajoutées à d'autres modèles de la 200. Les deux exceptions à cela étaient les 200 S Special Edition et 200 Super S.
Au milieu de l'année 2013, Chrysler a dévoilé la Chrysler 200 S Special Edition de 2013.5, réalisée en collaboration avec Carhartt. Elle était seulement offerte sous forme de berline et avait un prix de base de 28 870 $. La voiture comportait des pièces et une suspension Mopar uniques qui n'étaient pas proposées auparavant, ce qui a abaissé la voiture et raidi la suspension. Elle comportait également une broderie Carhartt personnalisée sur les finitions intérieures les plus premium de la 200.
La 200 S Special Edition est devenue la 200 Super S l'année suivante, avec des améliorations de performances supplémentaires.

#### 2014
La Chrysler 200 Super S de 2014 en édition limitée était une version modifiée par Mopar et comprenait deux stades. Les améliorations du premier stade incluent un becquet, calandres supérieure et inférieure de style filet avec la calandre supérieure finie en noir brillant, ainsi que la calandre en chrome satiné et garniture autour des feux antibrouillards. Les bas de caisse sont inclus avec des roues de 18 pouces grises ou hyper noires, tandis que des badges chromés en noirs et des moulures latérales en chrome satiné différencient la Super S. Les finitions supplémentaires en chrome satiné incluent la barre de lumière arrière, ainsi que le nouveau becquet du couvercle de coffre et un diffuseur noir mat.
Les améliorations du deuxième stade sont mécaniques. Une prise d'air froid est installée sous le capot tandis qu'un échappement cat-back remplace la configuration d'origine. Une suspension à ressorts hélicoïdaux offre une hauteur de caisse abaissée et un centre de gravité plus bas.

### Galerie photo

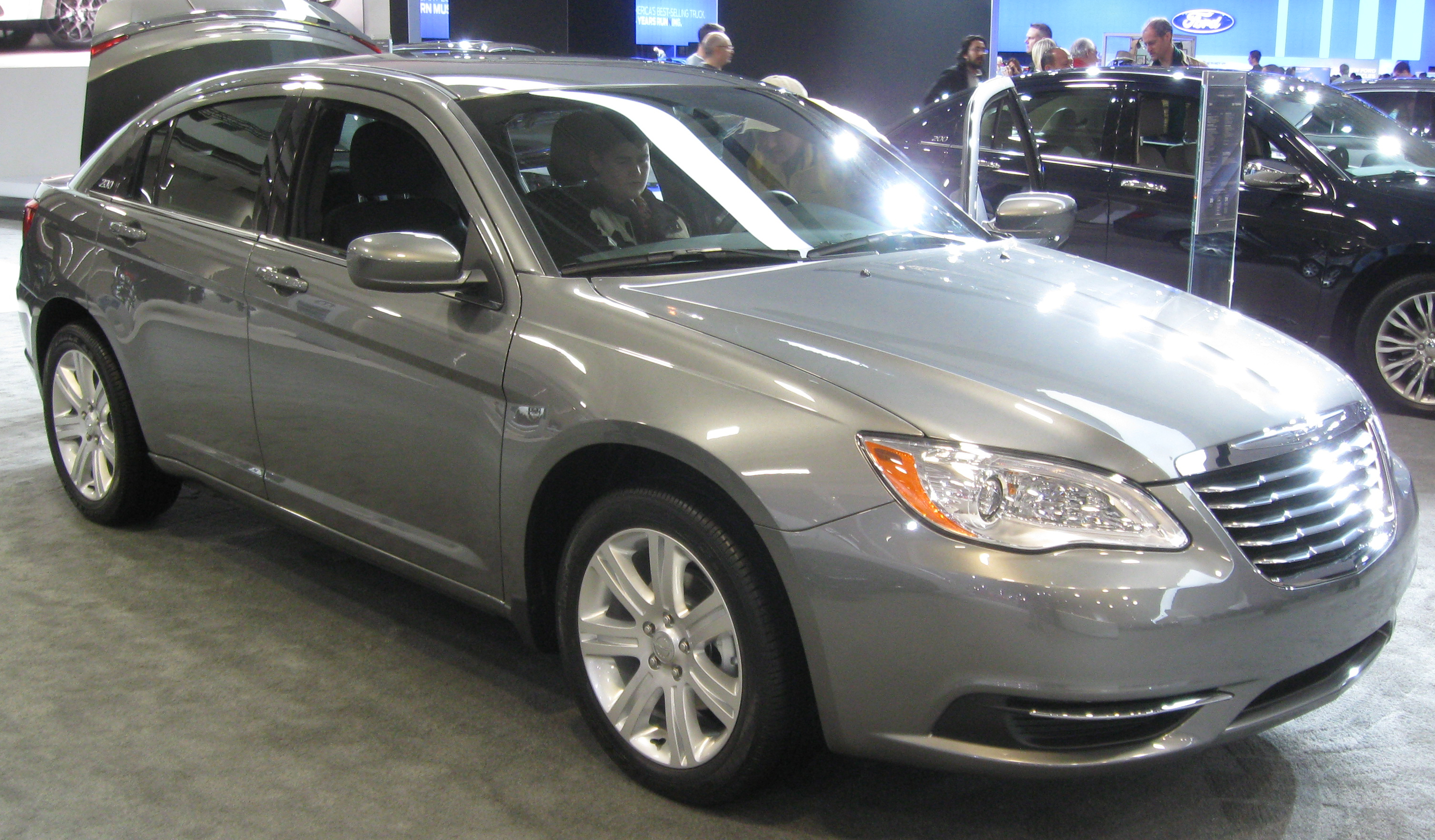
Chrysler 200
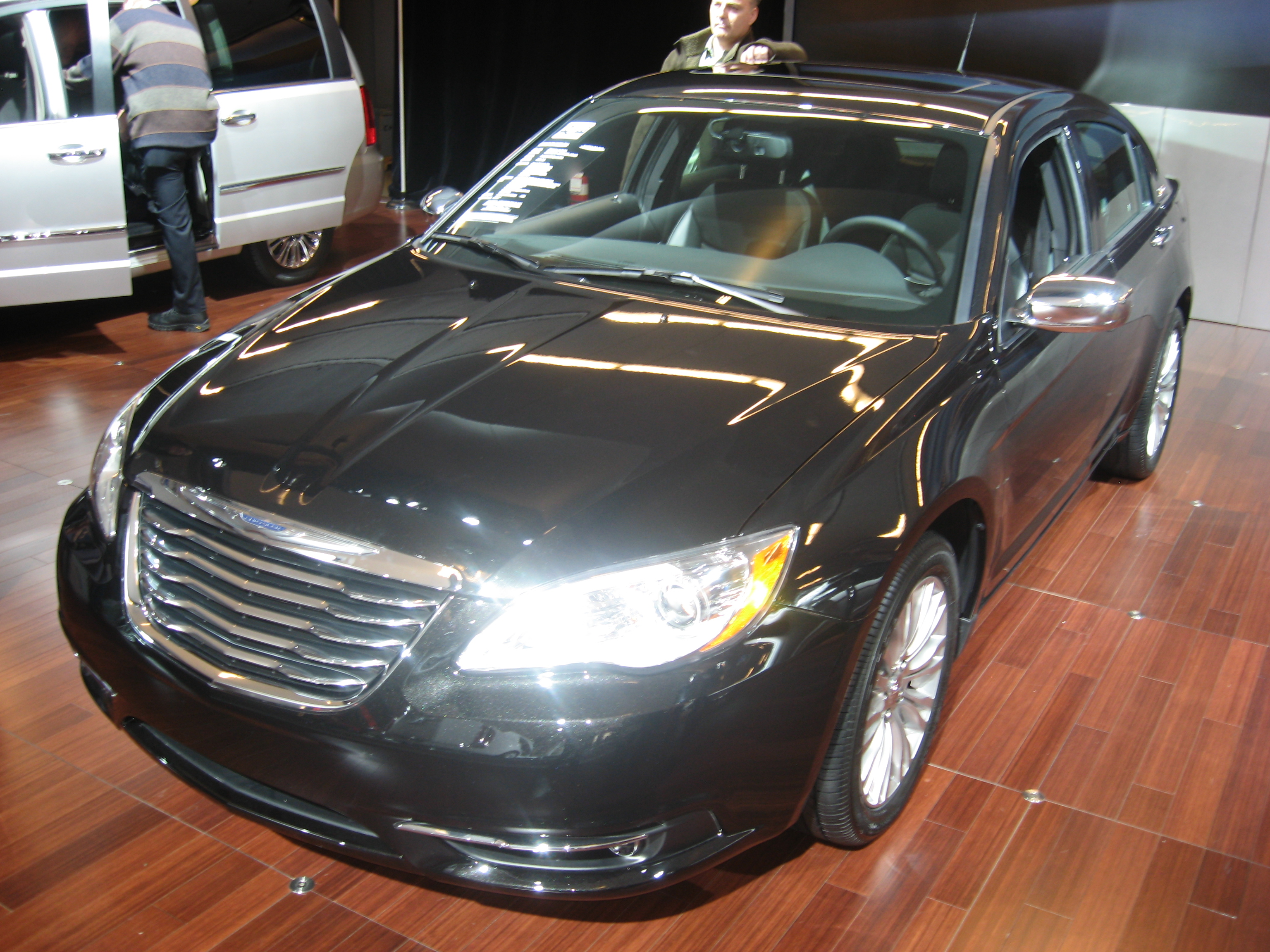
Chrysler 200
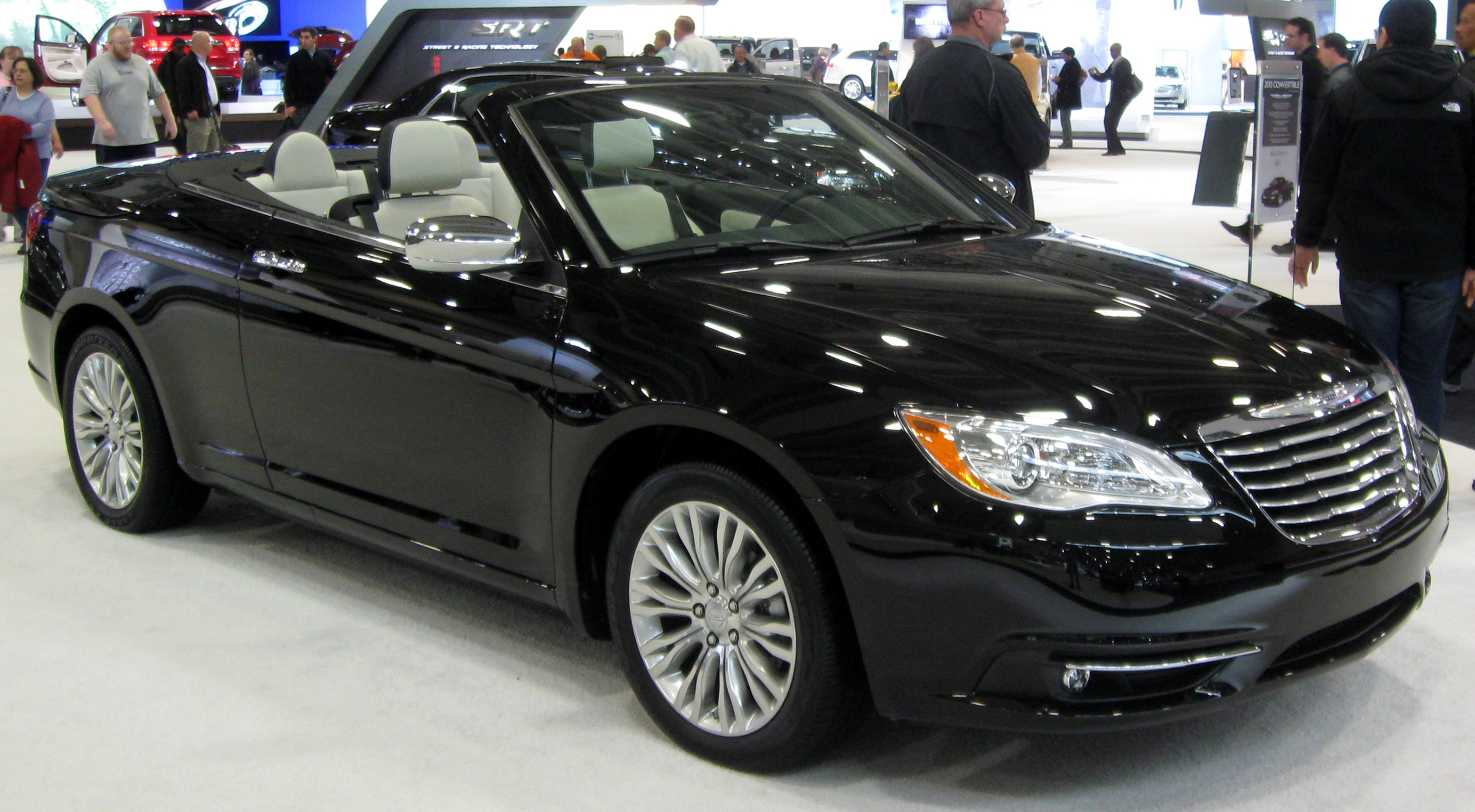
Chrysler 200 cabriolet

## Lancia Flavia II / Chrysler 200 Cabriolet
Suite au rachat du groupe Chrysler par le groupe FIAT, et conformément aux accords passés avec l'Administration américaine, FIAT a distribué, en Europe, les modèles Chrysler dans le réseau Lancia sous son badge, sauf en Grande-Bretagne, tandis que dans le reste du monde, les modèles Lancia et Chrysler ont été badgés Chrysler.
En 2010, la gamme Lancia intègre les modèles Chrysler. Parmi eux se trouvent la Chrysler 200, dévoilée à Genève sous le nom Lancia Flavia II en version berline et cabriolet. Contrairement à la Thema, qui a été réétudiée par les ingénieurs de Lancia, la Flavia n'est qu'une simple Chrysler 200 rebadgée. Seul le cabriolet sera commercialisé, mais sur une très courte durée (18 mois), la berline ayant été jugée inadaptée puisque Lancia ne prévoyait pas de la doter d'une mécanique Diesel.
À partir de juin 2012, la Lancia Flavia II est disponible en France dans une unique motorisation, un 2,4 L essence de 172 Ch (127 kW) accouplé à une boite automatique à 6 rapports et une seule finition au tarif de 36 900 €. Elle disparait du catalogue en automne 2013.

### Moteurs
Le moteur quatre cylindres essence de 2,4 L développant 173 Ch DIN (129 kW) et un couple de 225 N m avec une transmission automatique à quatre ou six vitesses. Le moteur Chrysler Pentastar V6 de 3,6 L était également offert avec une transmission automatique à six vitesses, développant 287 Ch DIN (211 kW) avec un couple de 353 N m. Une version flex-fuel du moteur Pentastar 3,6 L était également disponible.
| Modèle       | Moteur             | Cylindrée | Puissance                      | Couple                 | Boite de vitesses      | Années        |
| ------------ | ------------------ | --------- | ------------------------------ | ---------------------- | ---------------------- | ------------- |
| LX           | 2,4 L l4 GEMA      | 2 360 cm3 | 175 Ch (129 kW) à 6 000 tr/min | 225 N m à 4 400 tr/min | 4 vitesses automatique | MY2011–2014   |
| Touring      | 2,4 L l4 GEMA      | 2 360 cm3 | 175 Ch (129 kW) à 6 000 tr/min | 225 N m à 4 400 tr/min | 6 vitesses automatique | MY2011–MY2014 |
| Limited et S | 3,6 L V6 Pentastar | 3 605 cm3 | 287 Ch (211 kW) à 6 400 tr/min | 350 N m à 4 250 tr/min | 6 vitesses automatique | MY2012–MY2014 |

### Sécurité
| Moyenne:                   | 4/5 étoiles |
| Choc Frontal Conducteur:   | 3/5 étoiles |
| Choc Frontal Passager:     | 3/5 étoiles |
| Côté conducteur:           | 5/5 étoiles |
| Côté passager:             | 4/5 étoiles |
| Pilier latéral conducteur: | 1/5 étoile  |

## Chrysler 2002egénération(2014-2016)
La Chrysler 200 est renouvelée en 2014, et sa production débute le 14 mars 2014. Ce nouveau modèle est basé sur une plateforme issue du groupe FCA - FIAT Chrysler Automobiles. Elle est dévoilée au salon de Détroit, en mars 2014.
En 2015, le constructeur a produit moins de 190 000 unités dans son usine de Sterling Heights, au Michigan (États-Unis). À peine 6 % de ces voitures ont été vendues sur le marché canadien en 2014. Elle est retirée du marché en 2016, et la production s'arrêta le 2 décembre 2016, mais elle est restée au catalogue en 2017 aux États-Unis jusqu'à l'écoulement du stock.

### Concept car

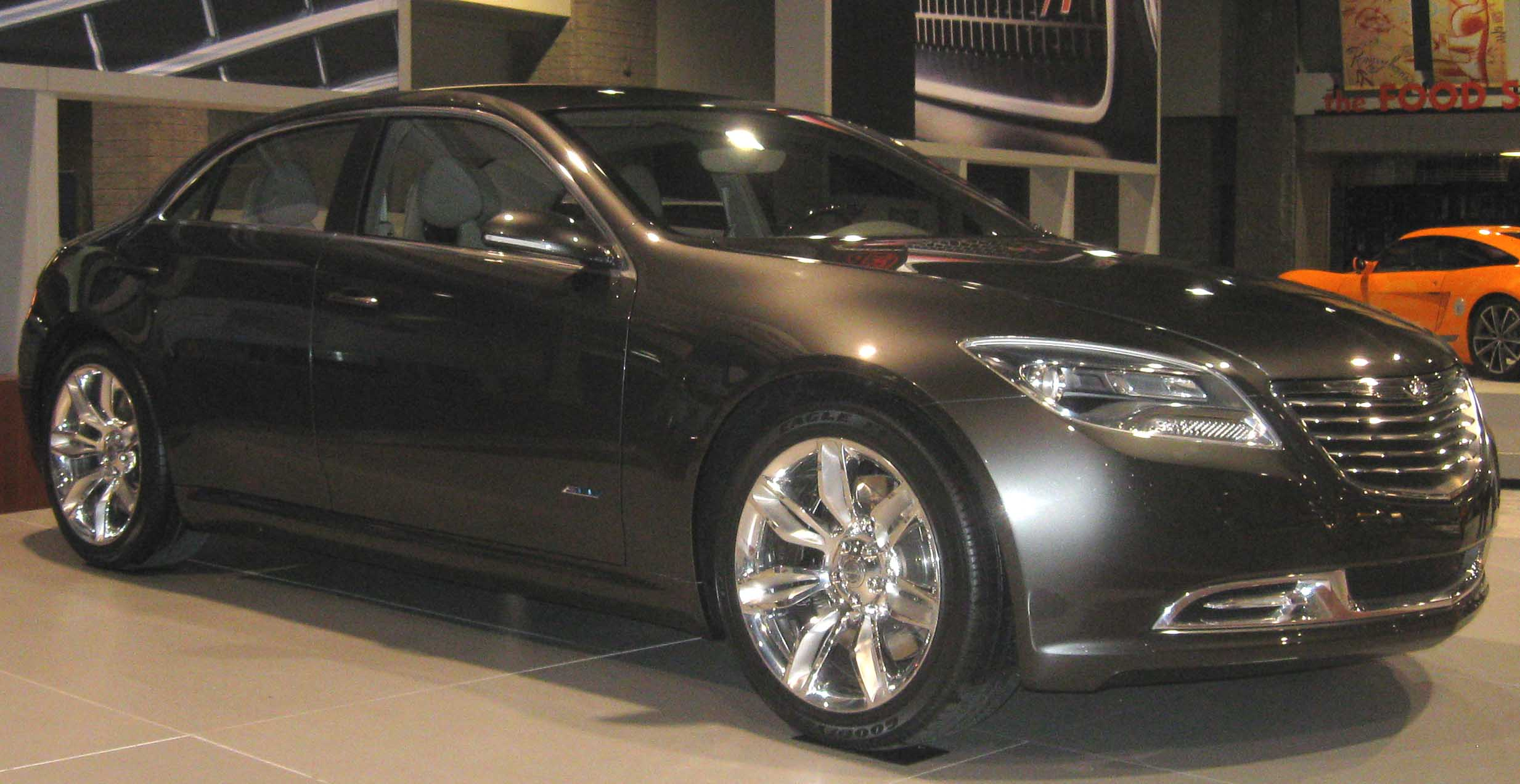

### Présentation
La Chrysler 200 II de 2015 est présentée le 13 janvier 2014 au Salon international de l'automobile d'Amérique du Nord, à Détroit, dans le Michigan. Basée sur la plate-forme "Fiat Compact", le constructeur FCA - FIAT Chrysler Automobiles a utilisé la version à empattement long baptisée CUSW (Compact US Wide) pour la deuxième génération de Chrysler 200. Elle est proposée en 4 niveaux de finition: LX, Limited, S et C - et se positionne comme une berline de taille moyenne destinée à concurrencer les Toyota Camry, Nissan Altima, Honda Accord, Mazda 6, Volkswagen Passat, Chevrolet Malibu et Ford Fusion (USA).
Devenue disponible à la mi-2014 en tant que véhicule de l'année modèle 2015, la Chrysler 200 II a fait ses débuts au salon de Détroit 2014, Michigan, et est devenue disponible dans les salles d'exposition des concessionnaires peu de temps après.
La deuxième génération 200 avait également la meilleure puissance V6 et était la première voiture de son segment à adopter un changement de rapport basé sur le cadran.
La Chrysler 200 II était proposée uniquement en version berline. Chrysler a souligné la baisse de la demande de cabriolets et les coûts élevés liés à la création d'une version cabriolet à l'aide des toutes nouvelles plates-formes,.

### Modèles
Lors de son lancement, la Chrysler 200 était disponible en versions de base LX, Limited, sportive 200S et 200C haut de gamme. Au milieu de l'année-modèle 2016, de nouvelles versions Touring, Limited Platinum et 200C Platinum ont été ajoutées à la place des précédentes Limited et 200C.

### Production
La Chrysler 200 a restée en fabrication à l'usine de Sterling Heights, comme c'était le cas pour ses prédécesseurs, l'atelier de peinture de l'usine a été modernisé pour faciliter la production. La production a débuté en mai 2014, un mois avant sa mise en vente. Le prix de base du véhicule était de 21 700 dollars, sans frais de destination de 995 dollars.
La Chrysler 200 est équipée d'un moteur TigerShark de 2,4 L 190 ch (139 kW) ou d'un moteur Pentastar de 3,6 L 299 ch (220 kW), tous deux associés à une transmission automatique à 9 vitesses. Un système de traction intégrale est disponible avec le moteur de 3,6 L, y compris un essieu moteur arrière à déconnexion complète pour améliorer le rendement énergétique. Le système détecte les mauvaises conditions routières et s’engage en transmettant de la puissance aux 4 roues. Le système se désengage lorsque l’augmentation de la traction n’est plus nécessaire. Le 200 dispose également un stop & start destiné à améliorer le rendement énergétique avec le moteur TigerShark de 2,4 litres.

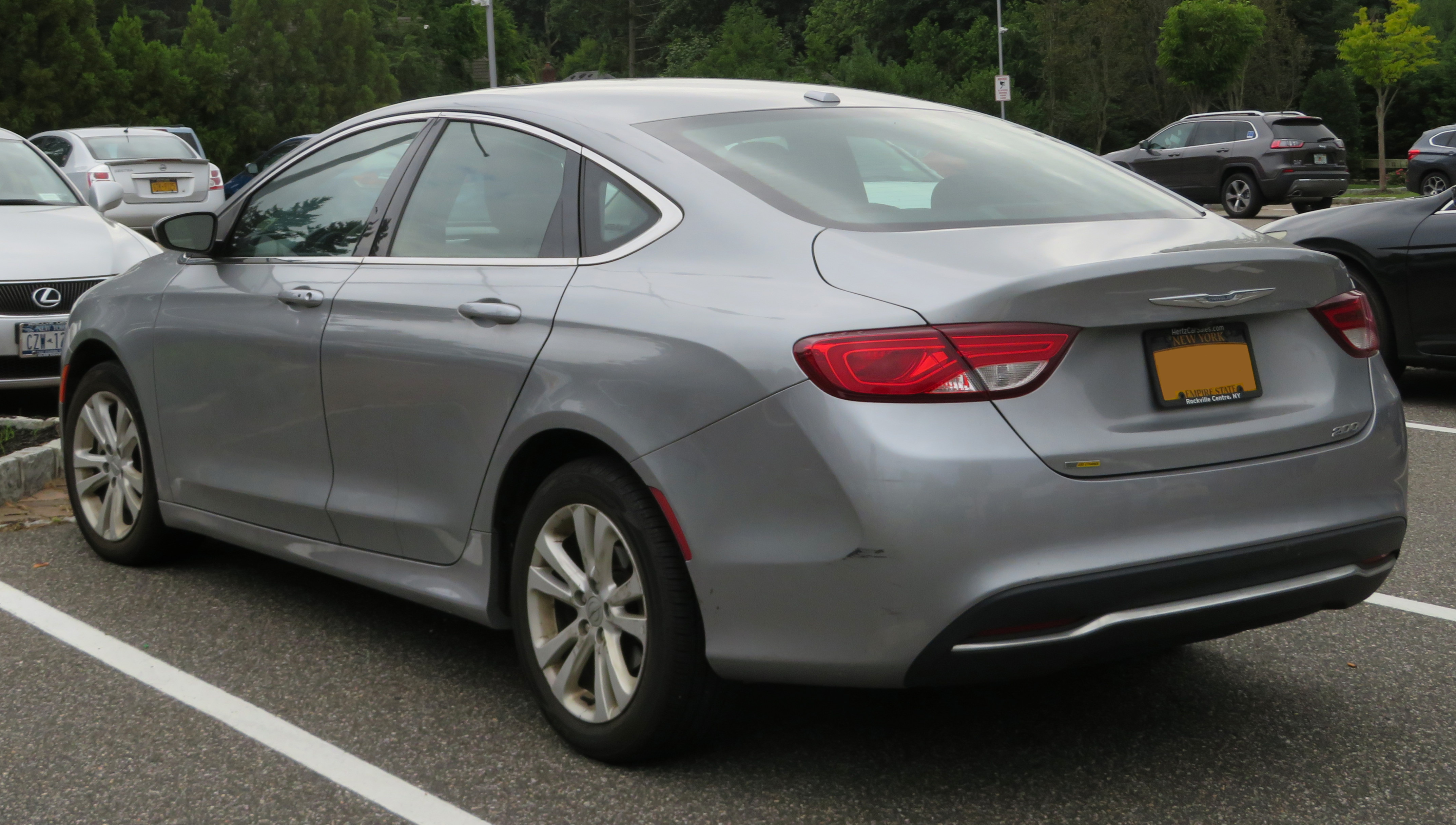
Vue arrière d'une Chrysler 200S

La production de la Chrysler 200 s'est terminée le 2 décembre 2016 à Sterling Heights Assembly. Chrysler a restructuré la gamme finale des modèles 200 pour ajouter de nouveaux modèles et de nouvelles finitions avec moins d'options pour les MY 2017. Les nouveaux modèles ont fait leurs apparitions au milieu de l'année 2016 en tant que modèles de 2017. Les nouveaux modèles comprenaient les finitions Touring, Limited Platinum, 200S Alloy Edition et 200C Platinum, qui remplaçaient respectivement les finitions Limited (Touring) et 200C (200C Platinum). La période de production du modèle de l'année 2017 était exactement de quatre mois, avec suffisamment de revendeurs pour durer jusqu'au milieu de l'année 2017.

### Fonctions d'info divertissement
La toute nouvelle Chrysler 200 II de 2015 offrait quatre systèmes d'info divertissement Uconnect différents:
- La version de base 200 LX comportait la radio Uconnect 3.0 (RA1). Il s'agissait uniquement d'une radio A/M-F/M de base avec entrées USB et audio auxiliaires avec un écran non tactile LCD monochrome de 8 cm. Cette radio comportait un système audio à quatre haut-parleurs.
- Toutes les versions de la 200, à l'exception de la version de base LX, comportaient la radio à écran tactile Uconnect 3 5.0BT (RA2). Ce système comportait une radio A/M-F/M, appels mains libres Bluetooth Uconnect et stéréo avec audio en streaming sans fil via A2DP, avec entrées USB et audio auxiliaires avec un écran tactile LCD couleur de 13 cm. De série sur les versions 200S et 200C, et disponible sur la version Limited était la radio satellite SiriusXM avec un abonnement d'essai d'un an. Toutes les fonctions audio et téléphoniques Bluetooth du système peuvent être contrôlées via les commandes vocales intégrées. Le système était également disponible sur le niveau de finition de base LX. Ce système comportait également un système audio à six haut-parleurs. Un système de caméra de recul arrière était standard sur la plupart des modèles équipés de cette radio et disponible sur les niveaux de finition inférieurs.
- Le système d'info divertissement tactile Uconnect 3C 8.4A (RA3) était disponible sur toutes les versions de la 200, à l'exception de la version de base LX. En plus des fonctionnalités disponibles sur d'autres radios, ce système intégré également un modem 3G CDMA avec le service fourni par Sprint et un abonnement d'essai de six mois à Uconnect Access, ainsi qu'un écran tactile LCD couleur de 21 cm et commande vocale pour la plupart des fonctionnalités du véhicule, y compris l'audio, la climatisation et le téléphone Bluetooth. La navigation GPS, fournie par Garmin, pouvait être ajoutée à ce système par le concessionnaire moyennant des frais supplémentaires, bien que les capacités de cartographie 3D et le service SiriusXM Travel Link n'étaient pas inclus dans le forfait. Un système de caméra de recul arrière était standard sur les modèles équipés de ce système et un système audio à six haut-parleurs était un équipement standard (tout comme la radio satellite SiriusXM avec un abonnement d'essai complémentaire d'un an), avec un système audio Alpine Premium à son surround amplifié de neuf haut-parleurs de 506 watts disponible en option sur les finitions 200S et 200C.
- Le système d'info divertissement à écran tactile Uconnect 3C 8.4AN (RA4) n'était disponible que sur les versions 200S et 200C de niveau supérieur. Pratiquement identique au système Uconnect 3C 8.4A (RA3), ce système comprenait également un système de navigation GPS intégré fourni par Garmin, avec un abonnement d'essai d'un an à Uconnect Access, ainsi qu'un abonnement d'essai de cinq ans à SiriusXM Travel Link et abonnement d'essai d'un an à la radio satellite SiriusXM. Le logiciel de navigation du GPS Garmin comportait également des capacités de cartographie 3D. Un système de caméra de recul arrière était inclus sur les modèles équipés de ce système et un système audio à son surround amplifié de qualité supérieure à neuf haut-parleurs était également inclus avec ce système. C'était également le seul système à offrir des capacités de radio HD intégrées.

### Équipements
La plupart des équipements répertoriés ci-dessous sont en option ou uniquement inclus sur certains modèles
- Système SafetyTec (uniquement en option sur la 200C)
  - Régulateur de vitesse adaptatif avec Stop and Go
  - Alerte de collision avant à pleine vitesse (FCW) avec freinage actif
  - Avertissement de sortie de voie avec maintien de voie
- Système de surveillance des angles morts
  - Également inclus en option dans le système SafetyTec de la 200C, mais disponible en option sur d'autres modèles
- Caméra de recul arrière
- Frein de parc électrique avec Safehold
- Park assist parallèle et perpendiculaire
- Systèmes Uconnect : streaming audio Bluetooth, commande vocale Uconnect et Bluetooth (avec accès Uconnect). Le système 8.4AN ajoute la navigation, avec des graphismes 3D en couleur et une radio HD.
- Combiné d'instruments électroniques avec affichage d'informations sur le conducteur (DID) personnalisable de 18 cm
- Boîte automatique à neuf vitesses de série avec E-shift rotatif
- Keyless Enter 'n Go

Les fonctions technologiques incluent un groupe d'instruments couleur à écran LED de 18 cm, un cadran rotatif électronique standard remplaçant le levier de vitesses de la console, un démarrage sans clé, un écran tactile Uconnect (MC) de 21 cm disponible et un système de stationnement automatisé au volant. Un passage ouvert à travers la console centrale fournit un espace de stockage. Un système d'enceintes Alpine et un caisson de basses, ainsi qu'un toit ouvrant panoramique double sont disponibles en option sur les versions 200S et 200C, tandis que les versions Limited sont disponibles avec un toit ouvrant traditionnel.

### Sécurité
| Globale:                   | 5/5 étoiles |
| Frontal conducteur:        | 5/5 étoiles |
| Frontal passager:          | 5/5 étoiles |
| Latéral conducteur:        | 5/5 étoiles |
| Latéral passager:          | 5/5 étoiles |
| Poteau latéral conducteur: | 5/5 étoiles |
| Tonneau:                   | /10,7 %     |

| Frontal à petit chevauchement                    | Bien |
| Frontal à chevauchement modéré                   | Bien |
| Latéral                                          | Bien |
| Résistance du toit (modèles de 2015-aujourd'hui) | Bien |
| Appuie-tête et sièges                            | Bien |

### Arrêt
Après sa première année de production, le PDG de FIAT Chrysler Automobiles, Sergio Marchionne, a déclaré que la Chrysler 200 « suivrait son cours » dans le cadre de l'architecture Compact US Wide actuelle, indiquant que la voiture serait abandonnée. Alors que dans son annonce initiale de cette information il a critiqué l'entrée de la portière arrière de la voiture - certains ont fait valoir que cela n'était peut-être pas dû à la qualité ou au succès de la voiture - d'autant plus que la Chrysler 200 de deuxième génération se vendait très bien.
Au lieu de cela, davantage de preuves indiquent que les véhicules de FCA qui se vendent le plus sont dans la catégorie des camions et des SUV, soit la principale raison de l'arrêt de la 200. FCA a également abandonné la Dodge Dart, l'autre voiture à plate-forme CUSW de FIAT - tout en maintenant la production du SUV Jeep Cherokee et du monospace Chrysler Pacifica, qui sont mécaniquement similaires, partagent la même plate-forme et de nombreuses pièces avec la Chrysler 200.
Sergio Marchionne avait déclaré qu'il serait disposé à continuer la production de la Chrysler 200, si un autre constructeur automobile la continuerait - bien qu'il n'ait pas précisé s'il cherchait un autre constructeur pour la produire telle quelle ou en tant qu'importation captive d'un autre véhicule. Ces deux solutions n'auraient pas d'incidence sur les marges CAFE de FCA, ce qui lui permettrait de continuer à vendre les voitures tout en étant principalement un constructeur de camions aux États-Unis.
Le 26 juillet 2016, FCA annonce que la production de la Chrysler 200 se terminerait à l'usine de Sterling Heights en décembre 2016. Après une courte série en tant que modèle de 2017, la production de la Chrysler 200 s'est terminée le 2 décembre 2016.
Au Salon de l'automobile de Detroit 2017, Marchionne a expliqué sa décision de mettre fin à la production et de ne pas proposer de remplacement pour les États-Unis ou le Canada: « Je peux vous dire dès maintenant que la Chrysler 200 et la Dodge Dart, aussi excellentes qu'elles soient, étaient les initiatives les moins rémunératrices que nous ayons réalisées au sein de FCA au cours des huit dernières années », ajoutant « Je ne connais pas un investissement aussi mauvais que ces deux-là ».
Cette stratégie positionne FCA, aux États-Unis, en tant que fabricant de SUV et de camions. L'entreprise a dû trouver des capacités de production supplémentaires pour Jeep et RAM. FCA prévoit de déplacer la production de son pick-up RAM vers l'usine de Sterling Heights.

## Commercialisation et ventes

### Commercialisation
Pour le Super Bowl XLV, Chrysler a acheté une publicité de 2 minutes mettant en vedette Eminem avec la devise "Imported from Detroit". Chrysler envisageait d'utiliser la Chrysler 300 dans la publicité, car elle avait un prix de détail plus élevé que la 200 et bénéficiait également de meilleures revues de presse, mais a rapidement rejeté l'idée car la 300 n'était pas fabriquée aux États-Unis, mais en Ontario, au Canada, et ne correspondrait pas à la nouvelle image de marque de l'entreprise. Cette publicité a connu une grande popularité parmi les téléspectateurs, le terme «Chrysler 200» étant le deuxième terme le plus recherché sur Google le lendemain du Super Bowl et le trafic de recherche pour le véhicule augmentant de 685% sur AOL Autos. Peu de temps après avoir été téléchargée sur YouTube, après le Super Bowl, l'annonce a rapidement reçu plus de 5 millions de vues.
La Chrysler 200 II a figuré en bonne place dans la série dérivée 24 Heures chrono : Live Another Day, basée à Londres. Et ce alors que le véhicule n'ait jamais été vendu au Royaume-Uni. Une plaque d'immatriculation avant légalement requise n'est pas présente, les détails de la plaque d'immatriculation arrière sont celles d'une Ford Mondeo.

### Ventes
| Année                           | États-Unis | Canada  | Mexique | Europe Lancia Flavia II Coupé |
| ------------------------------- | ---------- | ------- | ------- | ----------------------------- |
| 2010                            | 255        |         |         |                               |
| 2011                            | 87 099     | 7 474,  | 1 527   | 190                           |
| 2012                            | 125 476    | 14 125  | 1 280   | 534                           |
| 2013                            | 122 480    | 11 666  | 789     | 467                           |
| 2014                            | 117 363,   | 11 655  | 1 156,  | 124                           |
| 2015                            | 177 889    | 10 961  | 1 293   | 4                             |
| 2016                            | 57 294     | 6 919   | 233     |                               |
| 2017                            | 18 457     | 2 841   |         |                               |
| 2018                            | 1 043      | 0       |         |                               |
| 2019                            | 48         | 1       |         |                               |
| 2020                            | 9          |         |         |                               |
| 2021                            | 15         |         |         |                               |
| 2022                            | 3          |         |         |                               |
| 2023                            | 3          |         |         |                               |
| Total                           | 707 434    | 65 642  | 6 278   | 1 319                         |
| Ventes globales Berline & Coupé | 780 673    | 780 673 | 780 673 | 780 673                       |